# Briard
För musikgruppen, se Briard (musikgrupp).
Briard är en hundras från Frankrike namngiven efter regionen Brie. Den är en vallande och vaktande herdehund och boskapshund som numer räknas till brukshundsraserna.

## Historia
Första gången hunden nämns under sitt nuvarande franska namn berger de Brie var 1809 i en nyutgåva av jordbrukshandboken Cours complet d’agriculture (första gången utgiven 1786) av abbén François Rozier (1734-1793). Den amerikanske presidenten Thomas Jefferson (1743-1826) ägde flera briard, som han bl.a. fått av markis Lafayette (1757-1834).
Från mitten av 1800-talet räknades den långhåriga berger de brie och den korthåriga berger de beauce (beauceron) som två hårlagsvarianter av samma hundtyp. Briard fanns med på den första franska hundutställningen 1863. 1897 bildades en rasklubb i hemlandet för båda varianterna, då tillkom även rasstandarden. 1909 bildades en rasklubb för enbart briard och 1925 fick rasen en mer precist utarbetad standard. Under första världskriget användes briarden som räddningshund (sanitetshund).

## Egenskaper
Briard är en lättlärd och lyhörd hund som lämpar sig för olika hundsporter. Den är en aktiv och livlig hund som kräver mycket aktivering. Briarden är känd för att mogna sent.

## Utseende
Rasen är relativt stor och hanen brukar vanligen ligga mellan 62 och 70 cm i mankhöjd och runt 35–45 kg i vikt. Tikarna är mindre och lättare, runt 58–66 cm i mankhöjd och vikten oftast runt 28–38 kg.
Egendomligheter för denna ras är att de har kvar sina dubbla sporrar på bakbenen och även enkla par på frambenen. Många briarder har också en tydligt markerad knöl i bakkant på skallen, skämtsamt kallad "geniknöl".

## Briard i populärkultur
Briarderna förekommer även i TV och på film som till exempel Ebba och Didrik, Våra värsta år samt tillsammans med skådespelaren Chuck Norris i filmen Top Dog.